# Grubenwehrehrenzeichen (Österreich)

Vorderseite des Grubenwehrehrenzeichens

Das Grubenwehrehrenzeichen ist eine staatliche Auszeichnung der Republik Österreich und wurde 1954 durch den damaligen Innenminister Oskar Helmer gestiftet. Das Grubenwehrehrenzeichen wird verliehen für die Anerkennung von besonderen Rettungstaten im Bergbau sowie von Verdiensten im Grubenwehrdienst sowie um das Grubenrettungswesen.

## Verleihungsbedingungen
Das Grubenwehrehrenzeichen wurde vom Bundesministerium für Handel und Wiederaufbau bis 1966 durch den amtierenden Bundesminister verliehen (ab 1966 dann vom Bundesministerium für Handel, Gewerbe und Industrie bis 1987). Seit 1987 erfolgt die Verleihung durch das Bundesministerium für wirtschaftliche Angelegenheiten. Es kann bei vorliegen folgender Voraussetzungen verliehen werden:
- a) an Mitglieder einer Grubenwehr, die sich bei Rettungswerken unter Tag unter Einsatz ihres Lebens besonders hervorgetan haben;
- b) an Mitglieder einer Grubenwehr, die den Grubenwehrdienst 15 Jahre lang in zufriedenstellender Weise versehen haben;
- c) an ehemalige Mitglieder einer Grubenwehr, die vor Erreichung einer Dienstzeit von 15 Jahren wegen eines beim Grubenwehrdienst erlittenen Unfalles aus dem Grubenwehrdienst ausscheiden mussten und diesen Dienst ebenfalls in zufriedenstellender Weise versehen haben;
- d) an Personen, die unter besonders schwierigen Umständen in einem der bergbehördlichen Aufsicht unterstehenden Betrieb entweder Menschen aus Lebensgefahr gerettet oder von einem solchen Betrieb eine drohende erhebliche Gefahr abgewendet haben und schließlich;
- e) an Personen, die sich um das Grubenrettungswesen ganz besondere Verdienste erworben haben.[2]

## Vorschlags- und Verleihungsprozedere
Die Vorschläge, welche zur Verleihung des Ehrenzeichens führen sollen, sind von den zuständigen Berghauptmannschaften an das Bundesministerium für wirtschaftliche Angelegenheiten zu richten. Das Ministerium selbst führt über die Verleihung ein Verleihungsverzeichnis. Das Grubenwehrehrenzeichen geht dann mit Aushändigung in das Eigentum des Beliehenen über, der zeitgleich auch eine Verleihungsurkunde des Ministeriums erhält. Im Übrigen kann das unbefugte Tragen des Ehrenzeichens von der örtlich zuständigen Verwaltungsbehörde mit einer Geldstrafe belegt werden (derzeit bis zu 21 €, Stand 1. Jänner 2002).

## Beschaffenheit, Aussehen und Trageweise
Das Grubenwehrehrenzeichen besteht aus einer bronzenen Medaille mit einem Durchmesser von 40 mm, das auf ihrer Vorderseite ein vom Lorbeer umrahmtes Malteserkreuz mit ausgehenden Strahlen mit darüberliegenden Schlägel und Eisen (Symbol der Grubenwehr) zeigt. Alle Symbole sind erhaben geprägt worden. Die Rückseite der Medaille zeigt den österreichischen Bundesadler, auf welchem mittig die dreizeilige Inschrift: FÜR VERDIENSTE / IM GRUBEN- / RETTUNGSWESEN zu lesen ist. Getragen wird die Medaille nach österreichischer Tradition an einem 40 mm breiten Dreiecksband mit schwarz-grünen Ordensband, welches beidseitig in den Farben Österreichs, weiß-rot gesäumt ist. Besitzer tragen die Dekoration in ihrer Originalgröße an der linken Brustseite. Miniaturen und Bandspange (40 mm breit und 10 mm hoch) über der linken Brusttasche. Anstecknadel bzw. Rosette im Knopfloch am Revers.

## Sonstiges
Die Herstellung des Grubenwehrehrenzeichens oblag bis zu einem unbekannten Zeitpunkt der Firma Czech in Wien.